# ريتشارد س. هالفرسون
ريتشارد س. هالفرسون (بالإنجليزية: Richard Christian Halverson)‏ هو عالم عقيدة أمريكي، ولد في 5 فبراير 1916، وتوفي في 28 نوفمبر 1995.